# Bombus dahlbomii

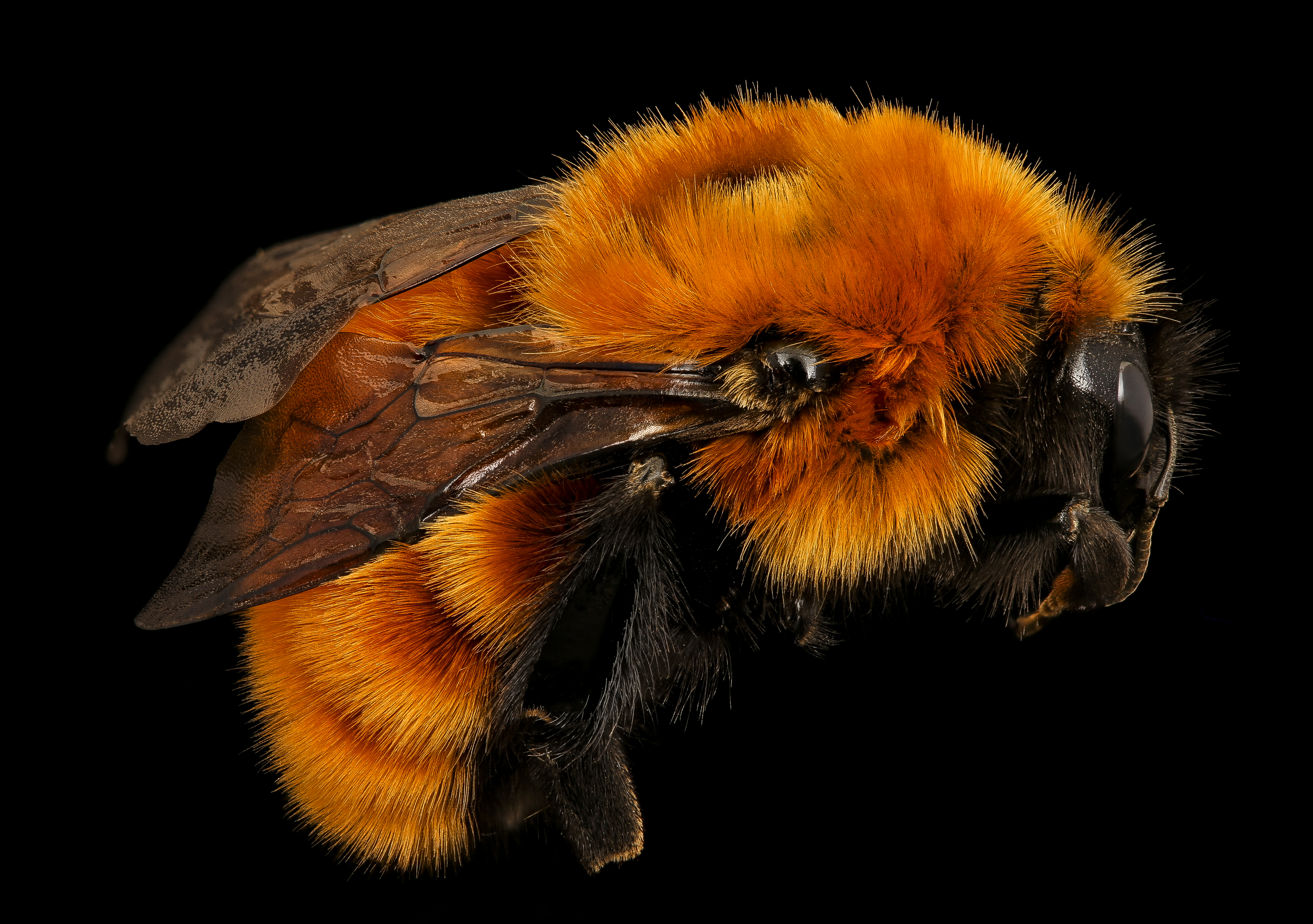
B. dahlbomii

El abejorro chileno, abejorro colorado, abejorro gigante, mangangá del Sur o moscardón del bosque (Bombus dahlbomii) es una especie de abeja carismática y en peligro de extinción. Las reinas están entre los abejorros más grandes del mundo.

## Distribución, hábitat y ecología
B. dahlbomii habita en los bosques templados y fríos del sudoeste del Cono Sur de América del Sur, en el centro-sur y sur de Chile y en el oeste de la Patagonia argentina.
Este insecto, de gran tamaño y notable coloración anaranjada, constituye el único abejorro nativo de la región, por lo que cumple un importante rol en la polinización de numerosas especies de plantas nativas, entre las más conocidas se encuentran el copihue (Lapageria rosea) y el amancay (Alstroemeria aurea).

### Mimetismo batesiano
Una especie de mosca sírfida de la subfamilia Eristalinae del sur de Chile (Aneriophora aureorufa) tiene una apariencia muy similar a B. dahlbomii. Se trata de un caso de mimetismo batesiano en que el mímico carece de defensas contra los depredadores e imita al abejorro que posee aguijón y veneno como defensa. Se asemeja en color, tamaño y comportamiento. Parece que se trata de un proceso evolutivo bastante rápido porque B. dahlbomii evolucionó muy recientemente, en los últimos 7,5 millones de años.

## Taxonomía
Este abejorro fue descrito originalmente en el año 1835, por el entomólogo francés Félix Édouard Guérin-Méneville.

## Conservación
El caso de Bombus dahlbomii es un ejemplo del daño que producen en los ecosistemas la introducción de especies exóticas. Originalmente B. dahlbomii siempre había sido una especie abundante en los bosques australes. El inicio del declive de sus poblaciones comenzó cuando fueron introducidos en Chile ejemplares de dos especies exóticas de abejorros, para servir como polinizadores agrícolas: en el año 1997 fue introducido el abejorro de cola blanca europeo (Bombus terrestris) y en la década de 1980 el Bombus ruderatus. Ambas especies altamente invasivas se expandieron hacia el sur, entrando B. terrestris en el año 2006 en la región patagónica de la Argentina. En esa época se comenzaron a difundir los informes que señalaban la alarmante disminución del abejorro nativo, el cual continuó menguando año a año sus efectivos, desapareciendo ya de muchas localidades septentrionales, ocurriendo lo mismo al paso en que los exóticos continúan invadiendo los bosques hacia el sur.
Se ha encontrado que en solo 5 años desde la llegada de alguna de las especies exóticas, el abejorro nativo es reemplazado por completo. La relación entre la invasión de los abejorros exóticos como el causal de la desaparición de B. dahlbomii es un hecho comprobado; los investigadores estudian cómo se expresa esta vinculación, haciendo hincapié en dos posibles razones:
- Reemplazo mediante competencia directa, centrada en la eficiencia en explotar los mismos recursos alimenticios.[11]

- Inadaptación del abejorro nativo a convivir con patógenos introducidos y/o diseminados por los abejorros exóticos. Específicamente se ha encontrado que aproximadamente la mitad de los ejemplares de B. terrestris están infestados con el parásito protozoario Apicycstis bombi. Este parásito afecta en Europa solo a un pequeño porcentaje de los ejemplares, pero en Sudamérica se ha vuelto mucho más común. También se detectó en la otra especie exótica de abejorro. Cuando los parásitos invaden a un abejorro le producen estragos, comenzando primero con una infección intestinal, la cual se extiende luego a otras partes del cuerpo. Esto le causa efectos en su comportamiento, eleva la tasa de mortalidad de las obreras, e impide la fundación de nuevas colonias.

La introducción de estas especies exóticas afecta la interacción de las plantas polinizadoras, y abarca desde la disrupción de las redes de polinización de las plantas locales, hasta la calidad de las frambuesas que son polinizadas por B. dahlbomii.
En 2016 ha sido incluido en la Lista Roja de la UICN y declarado en peligro de extinción (categoría: Endangered A2abce).
Un grupo de investigadores del CONICET concluyó en 2017 que existe una señal filogenética entre especies, lo que implica que la amenaza sobre el Bombus dalhbomii afecta también a otras especies que están emparentadas filogenéticamente.